# Jorge Valdivia
Jorge Luis Valdivia Toro (Maracay, 1983. október 19. –) volt chilei válogatott labdarúgó, jelenleg a Fujairah SC játékosa. Posztját tekintve támadó középpályás.

## Sikerei, díjai
Colo Colo
- Chilei bajnok (1): 2006 Aperura

Palmeiras
- Campeonato Paulista (1): 2008
- Brazil kupagyőztes (1): 2012
- Campeonato Brasileiro Série B (1): 2013

## Külső hivatkozások
- Jorge Valdivia a national-football-teams.com honlapján